# Sun Records
Sun Records var et pladeselskab med base i Memphis i USA som blev startet den 27. marts 1952 af Sam Phillips. Sam Phillips solgte Sun i 1969.
Sun Records blev kendt for, at musikere som Elvis Presley, Carl Perkins, Roy Orbison og Johnny Cash fik deres første pladekontrakt her og Sun var dermed med til at igangsætte deres karrierer. Før disse store navne kom i hus havde Sun Records mest beskæftiget sig med afrikansk-amerikanske kunstnere, da Phillips elskede rhythm and blues og ønskede at introducere sort musik til et hvidt publikum.
Det var Sun-produceren Jack Clement, der opdagede og optog Jerry Lee Lewis mens ejeren Sam Phillips var på rejse i Florida.
Musikken fra mange af Sun Records musikere prægede musikstilen i slutningen af det 20. århundrede, og mange af de unge kunstnere blev inspireret af Suns solister, ikke mindst The Beatles. I 2001 optrådte Paul McCartney på en hyldest-CD med titlen Good Rockin' Tonight: The Legacy Of Sun Records.

## Links
- History of Rock's site om Sam Phillips og Sun Records
- Officiel hjemmeside
- Sun Studio i Memphis